# Klubowy Puchar Europy w szachach (2001)
2001 – siedemnasty sezon Klubowego Pucharu Europy w szachach. Rozgrywki odbyły się w Panormo w dniach 23–29 września 2001 roku. Tytuł zdobył rosyjski Norilskij Nikiel Norylsk.

## Format rozgrywek
Turniej odbywał się systemem szwajcarskim na dystansie siedmiu rund. W przypadku identycznej liczby punktów decydowała łączna liczba punktów uzyskanych przez zawodników, a przy dalszej równości – system Buchholza.

## Uczestnicy
W nawiasie podano średni ranking Elo. Źródło: OlimpBase

- Merkur Versicherung Graz (2567)
- SK Hohenems (2457)
- K Antwerpse SK (2247)
- KSK Rochade Eupen-Kelmis (2341)
- Wieśninka Mińsk (2319)
- Bosna Sarajewo (2655)
- ŠK Kiseljak (2567)
- DP Holdia Praga (2387)
- Helsinge SK (2395)
- Joensuun SK (2258)
- AO Kydon-Supersport Chania (2498)
- Bray Chess Club (1984)
- Dublin Chess Club (2066)
- Taflfélag Reykjavíkur (2359)
- Taflfélagið Hellir (2400)
- ASA Szlomo Har-Cwi Tel Awiw (2485)
- Beer Sheva Chess Club (2544)
- Herzliya Chess Club (2424)
- Gambit Bonnevoie (2158)
- TSI Ryga (2384)
- Alkaloid Skopje (2444)
- BM Kiseła Woda (2408)
- ULIM Chișinău (2447)
- SFR Neukölln (2422)
- Werder Brema (2533)
- Asker SK (2257)
- Randaberg SK (2019)
- Polonia Plus GSM Warszawa (2623)
- PTSz Płock (2438)
- Boavista FC (2441)
- Gazowik Tiumeń (2632)
- Norilskij Nikiel Norylsk (2618)
- Petersburg Lentransgaz (2615)
- Bestex Nowe Zamki (2309)
- Slovan Bratysława (2394)
- SK Rockaden Stockholm (2392)
- Danko-Donbas Ałczewsk (2580)
- Monmouth Minnows (2205)
- Zalaegerszegi Csuti Antal SK (2472)

## Rozgrywki

### Runda 1
Źródło: OlimpBase
23 września 2001
| Bosna Sarajewo – Herzliya Chess Club 5½:½                  |
| SFR Neukölln – Petersburg Lentransgaz 1:5                  |
| Gazowik Tiumeń – DP Holdia Praga 5½:½                      |
| Slovan Bratysława – Norilskij Nikiel Norylsk 1:5           |
| Polonia Plus GSM Warszawa – BM Kiseła Woda 4½:1½           |
| Taflfélagið Hellir – Danko-Donbas Ałczewsk 2:4             |
| ŠK Kiseljak – SK Rockaden Stockholm 4:2                    |
| TSI Ryga – Merkur Versicherung Graz 1½:4½                  |
| Beer Sheva Chess Club – Wieśninka Mińsk 4½:1½              |
| Taflfélag Reykjavíkur – Werder Brema 2:4                   |
| AO Kydon-Supersport Chania – Bray Chess Club 3½:2½         |
| KSK Rochade Eupen-Kelmis – ASA Szlomo Har-Cwi Tel Awiw 1:5 |
| SK Hohenems – K Antwerpse SK 5:1                           |
| Gambit Bonnevoie – Zalaegerszegi Csuti Antal SK ½:5½       |
| ULIM Chișinău – Bestex Nowe Zamki 3½:2½                    |
| Joensuun SK – Helsinge SK 3:3                              |
| Alkaloid Skopje – Asker SK 4:2                             |
| Dublin Chess Club – Boavista FC 1:5                        |
| PTSz Płock – Monmouth Minnows 4:2                          |
| Randaberg SK pauza                                         |

### Runda 2
Źródło: OlimpBase
24 września 2001
| Randaberg SK – Bosna Sarajewo ½:5½                              |
| ULIM Chișinău – Gazowik Tiumeń 2½:3½                            |
| Zalaegerszegi Csuti Antal SK – AO Kydon-Supersport Chania 2½:3½ |
| Petersburg Lentransgaz – PTSz Płock 4½:1½                       |
| Norilskij Nikiel Norylsk – Alkaloid Skopje 4½:1½                |
| Werder Brema – ASA Szlomo Har-Cwi Tel Awiw 3½:2½                |
| SK Hohenems – ŠK Kiseljak 1½:4½                                 |
| Danko-Donbas Ałczewsk – Boavista FC 4:2                         |
| Beer Sheva Chess Club – Polonia Plus GSM Warszawa 2½:3½         |
| Merkur Versicherung Graz – Joensuun SK 5½:½                     |
| Helsinge SK – TSI Ryga 5:1                                      |
| Bray Chess Club – DP Holdia Praga 2:4                           |
| Bestex Nowe Zamki – Herzliya Chess Club 1½:4½                   |
| Taflfélagið Hellir – Dublin Chess Club 5½:½                     |
| K Antwerpse SK – SK Rockaden Stockholm 2½:3½                    |
| Taflfélag Reykjavíkur – KSK Rochade Eupen-Kelmis 2½:3½          |
| Asker SK – Slovan Bratysława 2½:3½                              |
| Monmouth Minnows – SFR Neukölln 0:6                             |
| Wieśninka Mińsk – BM Kiseła Woda 1½:4½                          |
| Gambit Bonnevoie pauza                                          |

### Runda 3
Źródło: OlimpBase
25 września 2001
| Bosna Sarajewo – AO Kydon-Supersport Chania 4½:1½          |
| Werder Brema – Merkur Versicherung Graz 3:3                |
| Danko-Donbas Ałczewsk – Petersburg Lentransgaz 3:3         |
| Polonia Plus GSM Warszawa – Norilskij Nikiel Norylsk 1½:4½ |
| Gazowik Tiumeń – ŠK Kiseljak 3:3                           |
| Randaberg SK – Helsinge SK 1:5                             |
| Joensuun SK – Zalaegerszegi Csuti Antal SK 1:5             |
| ASA Szlomo Har-Cwi Tel Awiw – Gambit Bonnevoie 3:3         |
| KSK Rochade Eupen-Kelmis – Taflfélagið Hellir 3½:2½        |
| DP Holdia Praga – Beer Sheva Chess Club 1:5                |
| Boavista FC – Slovan Bratysława 3½:2½                      |
| Herzliya Chess Club – SFR Neukölln 3:3                     |
| SK Rockaden Stockholm – SK Hohenems 2½:3½                  |
| PTSz Płock – ULIM Chișinău 3½:2½                           |
| BM Kiseła Woda – Alkaloid Skopje 2½:3½                     |
| Monmouth Minnows – Taflfélag Reykjavíkur 1:5               |
| TSI Ryga – Bray Chess Club 4½:1½                           |
| Wieśninka Mińsk – Asker SK 4:2                             |
| K Antwerpse SK – Bestex Nowe Zamki 2½:3½                   |
| Dublin Chess Club pauza                                    |

### Runda 4
Źródło: OlimpBase
26 września 2001
| Norilskij Nikiel Norylsk – Bosna Sarajewo 4½:1½         |
| Helsinge SK – Werder Brema 2½:3½                        |
| Merkur Versicherung Graz – Danko-Donbas Ałczewsk 3:3    |
| ŠK Kiseljak – Petersburg Lentransgaz 2½:3½              |
| Alkaloid Skopje – Zalaegerszegi Csuti Antal SK 5:1      |
| AO Kydon-Supersport Chania – Gazowik Tiumeń 2:4         |
| Beer Sheva Chess Club – KSK Rochade Eupen-Kelmis 5½:½   |
| Boavista FC – PTSz Płock 2:4                            |
| SK Hohenems – Polonia Plus GSM Warszawa 2:4             |
| ASA Szlomo Har-Cwi Tel Awiw – Herzliya Chess Club 3½:2½ |
| SFR Neukölln – Gambit Bonnevoie 5½:½                    |
| Dublin Chess Club – Taflfélag Reykjavíkur ½:5½          |
| Taflfélagið Hellir – Randaberg SK 6:0                   |
| BM Kiseła Woda – DP Holdia Praga 3:3                    |
| Slovan Bratysława – ULIM Chișinău 1½:4½                 |
| SK Rockaden Stockholm – TSI Ryga 3:3                    |
| Bestex Nowe Zamki – Wieśninka Mińsk 2:4                 |
| Joensuun SK – K Antwerpse SK 4:2                        |
| Asker SK – Bray Chess Club 3½:2½                        |
| Monmouth Minnows pauza                                  |

### Runda 5
Źródło: OlimpBase
27 września 2001
| Werder Brema – Norilskij Nikiel Norylsk 1½:4½              |
| Petersburg Lentransgaz – Gazowik Tiumeń 3½:2½              |
| Danko-Donbas Ałczewsk – Beer Sheva Chess Club 4:2          |
| Bosna Sarajewo – PTSz Płock 4½:1½                          |
| Polonia Plus GSM Warszawa – Merkur Versicherung Graz 4½:1½ |
| Helsinge SK – ASA Szlomo Har-Cwi Tel Awiw 2½:3½            |
| SFR Neukölln – Alkaloid Skopje 3:3                         |
| KSK Rochade Eupen-Kelmis – ŠK Kiseljak ½:5½                |
| AO Kydon-Supersport Chania – Taflfélagið Hellir 1½:4½      |
| Taflfélag Reykjavíkur – Wieśninka Mińsk 2:4                |
| Zalaegerszegi Csuti Antal SK – SK Hohenems 3½:2½           |
| ULIM Chișinău – Boavista FC 3:3                            |
| Gambit Bonnevoie – BM Kiseła Woda 1:5                      |
| Herzliya Chess Club – Joensuun SK 4:2                      |
| DP Holdia Praga – TSI Ryga 1½:4½                           |
| Slovan Bratysława – SK Rockaden Stockholm 1½:4½            |
| Randaberg SK – Asker SK 2:4                                |
| Bestex Nowe Zamki – Dublin Chess Club 5:1                  |
| Bray Chess Club – Monmouth Minnows 1:5                     |
| K Antwerpse SK pauza                                       |

### Runda 6
Źródło: OlimpBase
28 września 2001
| Norilskij Nikiel Norylsk – Petersburg Lentransgaz 3½:2½       |
| Bosna Sarajewo – Danko-Donbas Ałczewsk 2:4                    |
| ASA Szlomo Har-Cwi Tel Awiw – Polonia Plus GSM Warszawa 1½:4½ |
| ŠK Kiseljak – Werder Brema 5:1                                |
| Gazowik Tiumeń – Alkaloid Skopje 4½:1½                        |
| PTSz Płock – Taflfélagið Hellir 4:2                           |
| Beer Sheva Chess Club – Zalaegerszegi Csuti Antal SK 3½:2½    |
| Wieśninka Mińsk – SFR Neukölln 3½:2½                          |
| SK Rockaden Stockholm – Helsinge SK 3½:2½                     |
| Merkur Versicherung Graz – Boavista FC 2½:3½                  |
| TSI Ryga – BM Kiseła Woda 4:2                                 |
| Herzliya Chess Club – ULIM Chișinău 3:3                       |
| SK Hohenems – KSK Rochade Eupen-Kelmis 3½:2½                  |
| DP Holdia Praga – Taflfélag Reykjavíkur 2½:3½                 |
| Monmouth Minnows – Bestex Nowe Zamki 2½:3½                    |
| Asker SK – AO Kydon-Supersport Chania 2:4                     |
| Joensuun SK – Gambit Bonnevoie 2½:3½                          |
| Dublin Chess Club – K Antwerpse SK 3½:2½                      |
| Slovan Bratysława – Randaberg SK 3:3                          |
| Bray Chess Club pauza                                         |

### Runda 7
Źródło: OlimpBase
29 września 2001
| Danko-Donbas Ałczewsk – Norilskij Nikiel Norylsk 3:3 |
| Polonia Plus GSM Warszawa – ŠK Kiseljak 4:2          |
| Wieśninka Mińsk – Bosna Sarajewo 0:6                 |
| PTSz Płock – Gazowik Tiumeń 2:4                      |
| Petersburg Lentransgaz – Beer Sheva Chess Club 3:3   |
| TSI Ryga – ASA Szlomo Har-Cwi Tel Awiw 2½:3½         |
| Boavista FC – Werder Brema 3:3                       |
| Alkaloid Skopje – SK Rockaden Stockholm 3:3          |
| Taflfélagið Hellir – Herzliya Chess Club 3½:2½       |
| SFR Neukölln – AO Kydon-Supersport Chania 2:4        |
| Taflfélag Reykjavíkur – Bestex Nowe Zamki 4:2        |
| Merkur Versicherung Graz – SK Hohenems 5:1           |
| Zalaegerszegi Csuti Antal SK – ULIM Chișinău 3:3     |
| BM Kiseła Woda – KSK Rochade Eupen-Kelmis 3½:2½      |
| Gambit Bonnevoie – Helsinge SK 1½:4½                 |
| Monmouth Minnows – Randaberg SK 3:3                  |
| Asker SK – Dublin Chess Club 3½:2½                   |
| Joensuun SK – Slovan Bratysława 3:3                  |
| K Antwerpse SK – Bray Chess Club 3½:2½               |
| DP Holdia Praga pauza                                |

## Klasyfikacja
Źródło: OlimpBase
| Msc | Zespół                       | M | W | R | P | Pkt |
| --- | ---------------------------- | - | - | - | - | --- |
| 1   | Norilskij Nikiel Norylsk     | 7 | 6 | 1 | 0 | 13  |
| 2   | Polonia Plus GSM Warszawa    | 7 | 6 | 0 | 1 | 12  |
| 3   | Gazowik Tiumeń               | 7 | 5 | 1 | 1 | 11  |
| 4   | Danko-Donbas Ałczewsk        | 7 | 4 | 3 | 0 | 11  |
| 5   | Bosna Sarajewo               | 7 | 5 | 0 | 2 | 10  |
| 6   | Petersburg Lentransgaz       | 7 | 4 | 2 | 1 | 10  |
| 7   | ŠK Kiseljak                  | 7 | 4 | 1 | 2 | 9   |
| 8   | Beer Sheva Chess Club        | 7 | 4 | 1 | 2 | 9   |
| 9   | ASA Szlomo Har-Cwi Tel Awiw  | 7 | 4 | 1 | 2 | 9   |
| 10  | Taflfélagið Hellir           | 7 | 4 | 0 | 3 | 8   |
| 11  | Merkur Versicherung Graz     | 7 | 3 | 2 | 2 | 8   |
| 12  | Taflfélag Reykjavíkur        | 7 | 4 | 0 | 3 | 8   |
| 13  | SK Rockaden Stockholm        | 7 | 3 | 2 | 2 | 8   |
| 14  | Boavista FC                  | 7 | 3 | 2 | 2 | 8   |
| 15  | Alkaloid Skopje              | 7 | 3 | 2 | 2 | 8   |
| 16  | PTSz Płock                   | 7 | 4 | 0 | 3 | 8   |
| 17  | AO Kydon-Supersport Chania   | 7 | 4 | 0 | 3 | 8   |
| 18  | Werder Brema                 | 7 | 3 | 2 | 2 | 8   |
| 19  | Wieśninka Mińsk              | 7 | 4 | 0 | 3 | 8   |
| 20  | Helsinge SK                  | 7 | 3 | 1 | 3 | 7   |
| 21  | Zalaegerszegi Csuti Antal SK | 7 | 3 | 1 | 3 | 7   |
| 22  | ULIM Chișinău                | 7 | 2 | 3 | 2 | 7   |
| 23  | BM Kiseła Woda               | 7 | 3 | 1 | 3 | 7   |
| 24  | TSI Ryga                     | 7 | 3 | 1 | 3 | 7   |
| 25  | SFR Neukölln                 | 7 | 2 | 2 | 3 | 6   |
| 26  | Herzliya Chess Club          | 7 | 2 | 2 | 3 | 6   |
| 27  | Bestex Nowe Zamki            | 7 | 3 | 0 | 4 | 6   |
| 28  | Asker SK                     | 7 | 3 | 0 | 4 | 6   |
| 29  | SK Hohenems                  | 7 | 3 | 0 | 4 | 6   |
| 30  | Monmouth Minnows             | 6 | 1 | 1 | 4 | 5   |
| 31  | DP Holdia Praga              | 6 | 1 | 1 | 4 | 5   |
| 32  | Gambit Bonnevoie             | 6 | 1 | 1 | 4 | 5   |
| 33  | K Antwerpse SK               | 6 | 1 | 0 | 5 | 4   |
| 34  | Slovan Bratysława            | 7 | 1 | 2 | 4 | 4   |
| 35  | Joensuun SK                  | 7 | 1 | 2 | 4 | 4   |
| 36  | KSK Rochade Eupen-Kelmis     | 7 | 2 | 0 | 5 | 4   |
| 37  | Randaberg SK                 | 6 | 0 | 2 | 4 | 4   |
| 38  | Dublin Chess Club            | 6 | 1 | 0 | 5 | 4   |
| 39  | Bray Chess Club              | 6 | 0 | 0 | 6 | 2   |